# Дрейк (Північна Дакота)
Дрейк (англ. Drake) — місто (англ. city) в США, в окрузі Макгенрі штату Північна Дакота. Населення — 292 особи (2020).

## Географія
Дрейк розташований за координатами 47°55′22″ пн. ш. 100°22′28″ зх. д. / 47.92278° пн. ш. 100.37444° зх. д. (47.922691, -100.374420).  За даними Бюро перепису населення США в 2010 році місто мало площу 5,22 км², з яких 5,10 км² — суходіл та 0,12 км² — водойми.

## Демографія
Згідно з переписом 2010 року, у місті мешкало 275 осіб у 144 домогосподарствах у складі 70 родин. Густота населення становила 53 особи/км².  Було 200 помешкань (38/км²).
Расовий склад населення:
| - 97,8 % — білих - 0,4 % — корінних американців |

До двох чи більше рас належало 1,8 %. Частка іспаномовних становила 2,5 % від усіх жителів.
За віковим діапазоном населення розподілялося таким чином: 17,8 % — особи молодші 18 років, 54,6 % — особи у віці 18—64 років, 27,6 % — особи у віці 65 років та старші. Медіана віку мешканця становила 48,1 року. На 100 осіб жіночої статі у місті припадало 102,2 чоловіків;  на 100 жінок у віці від 18 років та старших — 101,8 чоловіків також старших 18 років.
Середній дохід на одне домашнє господарство  становив 46 755 доларів США (медіана — 33 958), а середній дохід на одну сім'ю — 54 919 доларів (медіана — 38 194). Медіана доходів становила 60 625 доларів для чоловіків та 26 250 доларів для жінок. За межею бідності перебувало 17,2 % осіб, у тому числі 24,0 % дітей у віці до 18 років та 18,3 % осіб у віці 65 років та старших.
Цивільне працевлаштоване населення становило 120 осіб. Основні галузі зайнятості: мистецтво, розваги та відпочинок — 18,3 %, освіта, охорона здоров'я та соціальна допомога — 17,5 %, будівництво — 13,3 %, фінанси, страхування та нерухомість — 12,5 %.